# Секавец
Секавец или Сјакавче (грч. Λιβαδοχώρι, Ливадохори) је насељено место у општини Доња Џумаја у периферији Средишња Македонија, Грчка. Према попису из 2021. године било је 322 становника.
Према бугарском географу и историчару, Василу Канчову, у Секавцу је 1900. године живело 360 Словена хришћана. Године 1924. насељено 44 грчких избегличких породица, укупно 189 особа. Село је 1928. године имало 522 житеља. После Другог светског рата део словенског становништва је принудно исељен Бугарску и Југославију а на њихово место су насељене грчке избеглице из суседних села. На попису из 1951. године Секавец је имао 816 становника.